# Freddy Cannon
Freddy Cannon, geboren als Frederico Anthony Picariello jr. (Revere, 4 december 1936), is een voormalige Amerikaanse rock-'n-roll-zanger, wiens grootste internationale hits Tallahassee Lassie, Way Down Yonder in New Orleans en Palisades Park waren.

## Jeugd
Cannon groeide op ten noorden van Boston in de buitenwijk Lynn en begon zich al in een vroeg stadium te interesseren voor zwarte muziek, hetgeen nog werd versterkt door de muzikale betrokkenheid van zijn ouders: zijn vader speelde trompet en zijn moeder was songwriter. Tot zijn favorieten behoren Buddy Johnson, Big Joe Turner en vooral Chuck Berry.

## Carrière
Freddy Picariello werd geboren in Revere en verhuisde als kind naar de naburige stad Lynn. Zijn vader werkte als vrachtwagenchauffeur, speelde trompet en zong in lokale bands. Freddy groeide op met het luisteren naar de rhythm-and-bluesmuziek van Big Joe Turner, Buddy Johnson en anderen op de radio en leerde gitaar spelen. Nadat hij de Lynn Vocation High School had bezocht, maakte hij zijn opnamedebuut als zanger in 1958, waarbij hij zong en ritmegitaar speelde op de single Cha-Cha-Do van The Spindrifts, die een lokale hit werd. Hij had ook leadgitaar gespeeld tijdens een sessie voor de r&b-zanggroep The G-Clefs, wiens plaat Ka-Ding Dong in 1956 nummer 24 werd in de Billboard Hot 100. Op jonge leeftijd trad hij toe tot de Nationale Garde, nam een baan als vrachtwagenchauffeur, trouwde en werd vader.
Muzikaal geïnspireerd door Chuck Berry, Bo Diddley en Little Richard, formeerde hij zijn eigen groep Freddy Karmon & the Hurricanes, die steeds populairder werd in de omgeving van Boston en begon een kenmerkende en beproefde zangstijl te ontwikkelen. Hij werd ook een vaste gast in een lokale tv-dansshow Boston Ballroom en tekende in 1958 een managementcontract met diskjockey Jack McDermott uit Boston. Met door zijn moeder geschreven teksten bereidde hij het nieuwe nummer Rock and Roll Baby voor en produceerde hij een demo die McDermott meenam naar het schrijf- en productieteam van Bob Crewe en Frank Slay. Ze arrangeerden het nummer opnieuw, herschreven de tekst en boden aan om een opname te maken in ruil voor twee derde van de compositievermelding. De eerste opname van het nummer Tallahassee Lassie, met een gitaarsolo van sessiemuzikant Kenny Paulson, werd door verschillende platenmaatschappijen afgewezen, maar werd toen gehoord door tv-presentator Dick Clark, die mede-eigenaar was van Swan Records in Philadelphia. Clark stelde voor om het nummer opnieuw te bewerken en te overdubben om het nog spannender te maken, door het beukende basdrumgeluid te benadrukken en door handgeklap en Freddy's kreten van 'whoo!' toe te voegen, wat later een van zijn handelsmerken werd. De single werd uiteindelijk uitgebracht door Swan Records, met de voorzitter van het bedrijf, Bernie Binnick, die de nieuwe artiestennaam Freddy Cannon voorstelde. Na te zijn gepromoot en succesvol te zijn geworden in Boston en Philadelphia, kreeg de single geleidelijk nationale airplay. In 1959 piekte het op nummer 6 in de Billboard Hot 100 en werd het de eerste van zijn 22 nummers die in de Billboard-hitlijst verscheen en zich plaatste op nummer 13 in de r&b-hitlijst. In het Verenigd Koninkrijk, waar zijn vroege platen werden uitgegeven bij Top Rank Records, bereikte het nummer 17. Van Tallahassee Lassie werden meer dan een miljoen exemplaren verkocht en kreeg een gouden schijf van de RIAA.
Hij bleef de volgende vijf jaar bij Swan Records met producent Frank Slay en werd bekend als Freddy 'Boom Boom' Cannon vanwege de dreunende kracht van zijn opnamen. Dick Clark bracht hem nationale bekendheid door zijn talrijke optredens in zijn televisieprogramma American Bandstand - een record van in totaal 110 optredens.
Zijn tweede single Okefenokee (toegeschreven aan Freddie Cannon, net als verschillende van zijn andere platen) haalde alleen nummer 43 in de hitlijsten, maar de volgende plaat Way Down Yonder In New Orleans, een opgeklopte versie van een nummer uit 1922, werd een gouden plaat en bereikte nummer 3 in de pophitlijsten in zowel de Verenigde Staten als het Verenigd Koninkrijk, waar het zijn grootste hits was. Er werden ook meer dan een miljoen exemplaren van verkocht. Cannon toerde door Groot-Brittannië en in maart 1960 werd zijn album The Explosive Freddy Cannon het eerste album van een rock-'n-rollzanger die zich plaatste boven in de UK Albums Chart. De volgende twee jaar, tot begin 1962, bleef hij kleinere hits scoren in de Verenigde Staten, in sommige gevallen met versies van oude standards, waaronder Chattanoogie Shoe Shine Boy en Muskrat Ramble van Edward 'Kid' Ory. Zijn hits omvatten ook Twistin' All Night Long, opgenomen met Danny & the Juniors en Frankie Valli & The Four Seasons op achtergrondzang. Een van zijn grootste hits kwam echter in mei 1962 met Palisades Park, geschreven door de toekomstige presentator Chuck Barris van The Gong Show. Geproduceerd door Slay met overgedubde achtbaangeluidseffecten, bereikte het nummer 3 in de Hot 100, nummer 15 in de r&b-hitlijst en nummer 20 in het Verenigd Koninkrijk. Van deze publicatie werden ook meer dan een miljoen exemplaren verkocht, waarmee het de status van gouden schijf kreeg.
Cannon verscheen ook met Bobby Vee, Johnny Tillotson en anderen in de film Just for Fun, gemaakt in het Verenigd Koninkrijk in 1962. Hoewel zijn populariteit in de Verenigde Staten afnam, bleef hij enkele jaren een populaire toeract in Groot-Brittannië en elders in de wereld. In 1963 tekende hij voor Warner Bros. Records, waar hij zijn laatste twee Amerikaanse top twintig hits Abigail Beecher (#16) in 1964 en het jaar daarop Action (#13) opnam uit de tv-show Where the Action Is van Dick Clark, dat hij opnam met topsessiemuzikanten uit Los Angeles, waaronder Leon Russell, James Burton, Glen Campbell en David Gates. Action bezorgde Cannon een vierde gouden schijf. Ook in 1965 verwierf Slay Cannons Swan-opnamen en verkocht ze aan Warner Bros. Hij verscheen samen met The Beau Brummels in de tienerfilm Village of the Giants, met vroege filmoptredens van Beau Bridges en Ron Howard, en speelde zichzelf terwijl hij een van zijn liedjes uitvoerde in de laatste aflevering van de tienersoapopera Never Too Young op 24 juni 1966. Na het verlaten van Warner Bros. Records in 1967 bracht Cannon singles uit bij de labels Sire, Royal American, Metromedia, MCA, Andee, Claridge, Horn en Amherst. In de jaren 1970 nam hij op en werd hij promotieman voor Buddah Records, maar keerde in 1981 terug naar de lagere regionen van de hitlijsten met Let's Put the Fun Back in Rock'n'Roll, opgenomen met The Belmonts voor MiaSound Records en in 1982 verscheen hij in de onafhankelijke film The Junkman. Daarna bleef hij werken met Dick Clark tijdens zijn Bandstand reünieconcerten en toerde hij over de hele wereld. In 2002 bracht hij het album Have A Boom Boom Christmas!! uit met seizoensgebonden liedjes.

### Singles
| Jaar | A-kant, B-kant Beide kanten van hetzelfde album behalve waar aangegeven                          | Label & cat. nr.                 | V.S. Pop | V.S. r&b | VK | Album                            |
| ---- | ------------------------------------------------------------------------------------------------ | -------------------------------- | -------- | -------- | -- | -------------------------------- |
| 1959 | Tallahassee Lassie You Know (from Freddy Cannon's Solid Gold Hits!)                              | Swan 4031 Top Rank JAR135 (UK)   | 6        | 13       | 17 | The Explosive Freddy Cannon      |
| 1959 | Okefenokee Kookie Hat (Non-album nummer)                                                         | Swan 4038                        | 43       | -        | -  | The Explosive Freddy Cannon      |
| 1959 | Way Down Yonder in New Orleans Fractured (Non-album nummer)                                      | Swan 4043 Top Rank JAR247 (UK)   | 3        | 14       | 3  | The Explosive Freddy Cannon      |
| 1960 | Chattanoogie Shoe Shine Boy Boston (My Home Town)                                                | Swan 4050                        | 34       | -        | -  | The Explosive Freddy Cannon      |
| 1960 | California Here I Come Indiana                                                                   | Top Rank JAR309 (UK)             | -        | -        | 33 | The Explosive Freddy Cannon      |
| 1960 | Jump Over (VS A-kant) The Urge (VK A-kant)                                                       | Swan 4053 Top Rank JAR369 (UK)   | 28       | -        | 18 | Freddy Cannon's Solid Gold Hits! |
| 1960 | Happy Shades of Blue (Kwa-Na-Va-Ka) Cuernavaca Choo Choo                                         | Swan 4057                        | 83       | -        | -  | Freddy Cannon's Solid Gold Hits! |
| 1960 | Humdinger My Blue Heaven (van Freddy Cannon Sings Happy Shades of Blue)                          | Swan 4061                        | 59       | -        | -  | Freddy Cannon's Solid Gold Hits! |
| 1960 | Muskrat Ramble Two Thousand-88                                                                   | Swan 4066 Top Rank JAR548 (UK)   | 54       | -        | 32 | Freddy Cannon's Solid Gold Hits! |
| 1961 | Buzz Buzz A-Diddle-It                                                                            | Swan 4071                        | 51       | -        | -  | Freddy Cannon's Solid Gold Hits! |
| 1961 | Opportunity                                                                                      | Swan 4071                        | 114      | -        | -  | Freddy Cannon's Solid Gold Hits! |
| 1961 | Transistor Sister Walk to the Moon (Non-album nummer)                                            | Swan 4078                        | 35       | -        | -  | Palisades Park                   |
| 1961 | For Me And My Gal Blue Plate Special (van Freddy Cannon Sings Happy Shades Of Blue)              | Swan 4083                        | 71       | -        | -  | Palisades Park                   |
| 1962 | Twistin' All Night Long (met Danny and The Juniors) Some Kind of Nut (met Danny and The Juniors) | Swan 4092                        | 68       | -        | -  | Non-album nummers                |
| 1962 | Teen Queen of the Week Wild Guy (Non-album nummer)                                               | Swan 4096                        | 92       | -        | -  | Palisades Park                   |
| 1962 | Palisades Park June, July and August                                                             | Swan 4106 Stateside SS101 (UK)   | 3        | 15       | 20 | Palisades Park                   |
| 1962 | What's Gonna Happen When Summer's Done Broadway                                                  | Swan 4117                        | 45       | -        | -  | Freddy Cannon Steps Out          |
| 1962 | If You Were a Rock And Roll Record The Truth, Ruth (Non-album nummer)                            | Swan 4122                        | 67       | -        | -  | Freddy Cannon Steps Out          |
| 1963 | Four Letter Man Come On and Love Me (van Freddy Cannon Steps Out)                                | Swan 4132                        | 121      | -        | -  | Non-album nummer                 |
| 1963 | Patty Baby Betty Jean                                                                            | Swan 4139                        | 65       | -        | -  | Freddy Cannon Steps Out          |
| 1963 | Everybody Monkey Oh Gloria (Non-album nummer)                                                    | Swan 4149                        | 52       | -        | -  | Freddy Cannon Steps Out          |
| 1963 | That's the Way Girls Are Do What the Hippies Do                                                  | Swan 4155                        | -        | -        | -  | Freddy Cannon Steps Out          |
| 1963 | Sweet Georgia Brown What a Party (van Freddy Cannon Steps Out)                                   | Swan 4168                        | -        | -        | -  | Non-album nummers                |
| 1963 | The Ups and Downs of Love It's Been Nice                                                         | Swan 4178                        | -        | -        | -  | Non-album nummers                |
| 1964 | Abigail Beecher All American Girl                                                                | Warner Bros. 5409                | 16       | -        | -  | Freddie Cannon                   |
| 1964 | Odie Cologne O.K. Wheeler, The Used Car Dealer                                                   | Warner Bros. 5434                | -        | -        | -  | Non-album nummers                |
| 1964 | Gotta Good Thing Goin' Summertime, U.S.A.                                                        | Warner Bros. 5448                | -        | -        | -  | Non-album nummers                |
| 1964 | Too Much Monkey Business Little Autograph Seeker                                                 | Warner Bros. 5487                | -        | -        | -  | Non-album nummers                |
| 1964 | In the Night Little Miss a Go-Go-Go                                                              | Warner Bros. 5615                | 132      | -        | -  | Non-album nummers                |
| 1965 | Action Beachwood City                                                                            | Warner Bros. 5645                | 13       | -        | -  | Action!                          |
| 1965 | Let Me Show You Where It's At The Old Rag Man (Non-album nummer)                                 | Warner Bros. 5666                | 127      | -        | -  | Action!                          |
| 1965 | She's Somethin' Else Little Bitty Corrine (Non-album nummer)                                     | Warner Bros. 5673                | -        | -        | -  | Action!                          |
| 1966 | The Dedication Song Come On, Come On                                                             | Warner Bros. 5693                | 41       | -        | -  | Non-album nummers                |
| 1966 | The Greatest Show on Earth Hokie Pokie Girl                                                      | Warner Bros. 5810                | -        | -        | -  | Non-album nummers                |
| 1966 | The Laughing Song Natalie                                                                        | Warner Bros. 5832                | 111      | -        | -  | Non-album nummers                |
| 1966 | Run for the Sun Use Your Imagination                                                             | Warner Bros. 5859                | -        | -        | -  | Non-album nummers                |
| 1966 | In My Wildest Dreams A Happy Clown                                                               | Warner Bros. 5876                | -        | -        | -  | Non-album nummers                |
| 1967 | Maverick's Flat Run To The Poet Man                                                              | Warner Bros. 7019                | -        | -        | -  | Non-album nummers                |
| 1967 | 20th Century Fox Cincinnati Woman                                                                | Warner Bros. 7075                | -        | -        | -  | Non-album nummers                |
| 1968 | Rock Around the Clock Sock It to the Judge                                                       | We Make Rock'N Roll Records 1601 | 121      | -        | -  | Non-album nummers                |
| 1968 | Sea Cruise She's a Friday Night Fox                                                              | We Make Rock'N Roll Records 1604 | -        | -        | -  | Non-album nummers                |
| 1969 | Beautiful Downtown Burbank If You Give Me a Title                                                | Sire ST 4103                     | -        | -        | -  | Non-album nummers                |
| 1969 | Strawberry Wine Blossom Dear                                                                     | Royal American RA 288            | -        | -        | -  | Non-album nummers                |
| 1970 | Charged-Up, Turned-Up Rock-N-Roll Singer I Ain't Much But I'm Yours                              | Royal American RA 2              | -        | -        | -  | Non-album nummers                |
| 1970 | Night Time Lady I Ain't Much But I'm Yours                                                       | Royal American RA 11             | -        | -        | -  | Non-album nummers                |
| 1971 | Rockin' Robin Red Valley                                                                         | Buddah BDA 242                   | -        | -        | -  | Non-album nummers                |
| 1972 | If You've Got The Time                                                                           | Metromedia MM 262                | -        | -        | -  | Non-album nummers                |
| 1974 | Rock N'Roll A-B-C's Superman                                                                     | MCA 40269                        | -        | -        | -  | Non-album nummers                |
| 1975 | I Loves Ya Chomp-Chomp, Sooey-Sooey (door Cannon's Express)                                      | Andee 4001                       | -        | -        | -  | Non-album nummers                |
| 1976 | Sugar Sugar -- Part Two                                                                          | Claridge 416                     | -        | -        | -  | Non-album nummers                |
| 1981 | Suzanne Somers Blankcheck's Market (door Freddie en Connie W. Cannon)                            | Horn HR-8                        | -        | -        | -  | Non-album nummers                |
| 1981 | Let's Put The Fun Back In Rock N Roll Your Mama Ain't Always Right (met the Belmonts)            | MiaSound 1002                    | 81       | -        | -  | Non-album nummers                |
| 1983 | Dance To The Bop She's A Mean Rebel Rouser                                                       | Amherst AM-201                   | -        | -        | -  | Non-album nummers                |
| 1988 | Rockin' In My Socks (Instrumentaal)                                                              | Amherst AM-327                   | -        | -        | -  | Non-album nummers                |
| 2013 | The Sox Are Rockin' Red Sox Nation (met Los Straitjackets)                                       | Spinout Records SPIN 45-028      | -        | -        | -  | Non-album nummers                |
| 2016 | Svengoolie Stomp Svengoolie Stomp & Svengoolie Stomp (Sing-A-Long)                               | Wonderclap Records W7 1002       | -        | -        | -  |                                  |

### Albums
- 1960: The Explosive Freddy Cannon (Swan LP 502 (Mono)/S 502 (Stereo))
- 1960: Freddy Cannon Sings Happy Shades of Blue (Swan LP 504)
- 1961: Freddy Cannon's Solid Gold Hits (Swan LP 505)
- 1962: Palisades Park (Swan LP 507)
- 1962: Steps Out (Swan LPS 511)
- 1963: Bang On (Stateside Records SL 10013) - Europese publicatie van Palisades Park
- 1964: Freddie Cannon (Warner Bros. W 1544 (Mono)/WS 1544 (Stereo))
- 1965: Action (Warner Bros. W 1612/WS 1612)
- 1966: Freddy Cannon's Greatest Hits (Warner Bros. W 1628/WS 1628) - Greatest hits van de labels Swan en Warner Bros.
- 1982: 14 Booming Hits (Rhino RNDF 210)
- 1991: His Latest & Greatest (Critique)
- 1995: The Best of Freddy 'Boom Boom' Cannon (Rhino)
- 2002: Where The Action Is The Very Best 1964-1981 (Varese Sarabande)
- 2002: Have A Boom Boom Christmas!! (Gotham)
- 2003: The Best of Freddy Cannon (Collectibles)
- 2009: Boom Boom Rock 'n' Roll: The Best Of Freddy Cannon (Shout! Factory)

### NPO Radio 2 Top 2000
Van Freddy Cannon stond alleen Tallahassee lassie in 1999 in de NPO Radio 2 Top 2000, op plek 1863.
- Bibliothèque nationale de France: cb13820622b (data)
- Gemeinsame Normdatei: 134343018
- International Standard Name Identifier: 0000 0000 5515 1501
- Library of Congress Control Number: n96013668
- MusicBrainz: 48c723b1-5044-4063-a934-b6a7602181b1
- Système universitaire de documentation: 080714889
- Virtual International Authority File: 171149196474974791715